# Atimastillas
Atimastillas är ett litet fågelsläkte i familjen bulbyler inom ordningen tättingar. Släktet omfattar endast två arter som förekommer i Subsahariska Afrika.
- Gulstrupig grönbulbyl (A. flavicollis)
- Blekstrupig grönbulbyl (A. fluvigula)